# Whitebreast Township (comté de Lucas, Iowa)
Ne doit pas être confondu avec White Breast Township (comté de Warren, Iowa).
Whitebreast Township est un township du comté de Lucas en Iowa, aux États-Unis,.
Il est fondé en 1852.